# Watsonia confusa
Watsonia confusa är en irisväxtart som beskrevs av Peter Goldblatt. Watsonia confusa ingår i släktet Watsonia och familjen irisväxter. Inga underarter finns listade i Catalogue of Life.